# The Gallery
Albums de Dark Tranquility
Of Chaos and Eternal Night Enter Suicidal Angels
The Gallery est le deuxième album studio du groupe de death metal mélodique suédois Dark Tranquility. Il est sorti en 1995.

## Composition du groupe
- Mikael Stanne : chant
- Niklas Sundin : guitare
- Fredrik Johansson : guitare
- Martin Henriksson : basse
- Anders Jivarp : batterie

## Liste des chansons de l'album
1. Punish My Heaven
2. Silence And The Firmament Withdrew
3. Endenspring
4. The Dividin'Line
5. The Gallery
6. The One Broodin'Warnin'
7. Midway Through Infinity
8. Lethe
9. The Emptiness From Which I  Fed
10. Mine Is The Grandeur...And...
11. Of Melancholy Burnin'
12. Bringer of Torture (cover de Kreator) (édition deluxe)
13. Sacred Reich (cover de Sacred Reich) (édition deluxe)
14. 22 Acacia Avenue (cover de Iron Maiden) (édition deluxe)
15. Lady in Black (cover de Mercyful Fate) (édition deluxe)
16. My Friend of Misery (cover de Metallica) (édition deluxe)